# Обрестад, Тур
Тур Обрестад (норв. Tor Obrestad, 12 февраля 1938 — 25 января 2020) — норвежский писатель и поэт. Лауреат Премии Тарьея Весоса (1966) и Премии издательства «Гильдендаль» (1971).

## Биография
Тур Обрестад родился 2 февраля 1938 года в коммуне Хо в семье фермеров. Окончил педагогический институт в Эльверуме, работал школьным учителем, позднее поступил в Университет Осло. После университета решил стать профессиональным писателем, в то же время оставался штатным журналистом «Stavanger Aftenblad». Скончался 25 января 2020 года.

## Творчество
Дебютировал в 1966 году сборником стихотворений «Столкновение» (Kollisjon) и сборником рассказов «Ветер» (Vind). Этот дебют был отмечен Премией Тарьея Весоса. Входил в такое называемое «Профиль-поколение» — кружок писателей и поэтов, группировавшихся вокруг журнала «Profil». В 1972 году написал повесть «Сёуда, бастуй!» (Sauda! Streik!), посвящённую событиям крупной забастовки в Сёуде. По этой повести режиссёр Оддвар Булл Тухус снял фильм «Streik!», представленный в 1975 году на Каннском кинофестивале.